# The Sunday Times
The Sunday Times là một tờ báo của Anh có lượng phát hành lớn nhất trong danh mục thị trường báo chí chất lượng của Anh. Tờ báo được thành lập vào năm 1821 với tên The New Observer. Tờ báo được xuất bản bởi Times Newspaper Ltd, một công ty con của News UK (trước đây là News International), thuộc sở hữu của News Corp. Times Newspaper cũng xuất bản The Times. Hai tờ báo được thành lập độc lập và thuộc sở hữu chung từ năm 1966. Chúng được News International mua lại vào năm 1981.